# Hymenophyllum lineare
Hymenophyllum lineare är en hinnbräkenväxtart som först beskrevs av Olof Peter Swartz, och fick sitt nu gällande namn av Olof Peter Swartz. Hymenophyllum lineare ingår i släktet Hymenophyllum och familjen Hymenophyllaceae. Inga underarter finns listade.